# Gare de Vélines
La gare de Vélines est une gare ferroviaire française de la ligne de Libourne au Buisson, située sur le territoire de la commune de Vélines, dans le département de la Dordogne, en région Nouvelle-Aquitaine.
C'est une halte ferroviaire de la Société nationale des chemins de fer français (SNCF), desservie par des trains TER Nouvelle-Aquitaine.

## Situation ferroviaire
Établie à 24 m d'altitude, la gare de Vélines est située au lieu-dit les Réaux, au point kilométrique (PK) 576,093 de la ligne de Libourne au Buisson, entre les gares ouvertes de Lamothe-Montravel et Saint-Antoine-de-Breuilh.

## Histoire
La recette annuelle de la gare est de 32 420 francs en 1881 et de 28 355 francs en 1882.

## Fréquentation
La fréquentation de la gare est détaillée dans le tableau ci-dessous :
|           | 2015   | 2016   | 2017   | 2018   | 2019   | 2020   | 2021   | 2022   | 2023   |
| --------- | ------ | ------ | ------ | ------ | ------ | ------ | ------ | ------ | ------ |
| Voyageurs | 53 795 | 48 680 | 50 005 | 46 346 | 30 900 | 32 254 | 48 189 | 63 568 | 71 042 |

## Service des voyageurs

### Accueil
Halte SNCF, c'est un point d'arrêt non géré (PANG) à accès libre. Elle est équipée d'automates pour l'achat de titres de transport.

### Desserte
Vélines est desservie par des trains TER Nouvelle-Aquitaine qui effectuent des missions entre les gares de Bordeaux-Saint-Jean et Sarlat-la-Canéda ou Bergerac.

### Intermodalité
Un parking pour les véhicules est aménagé.

## Galerie de photos

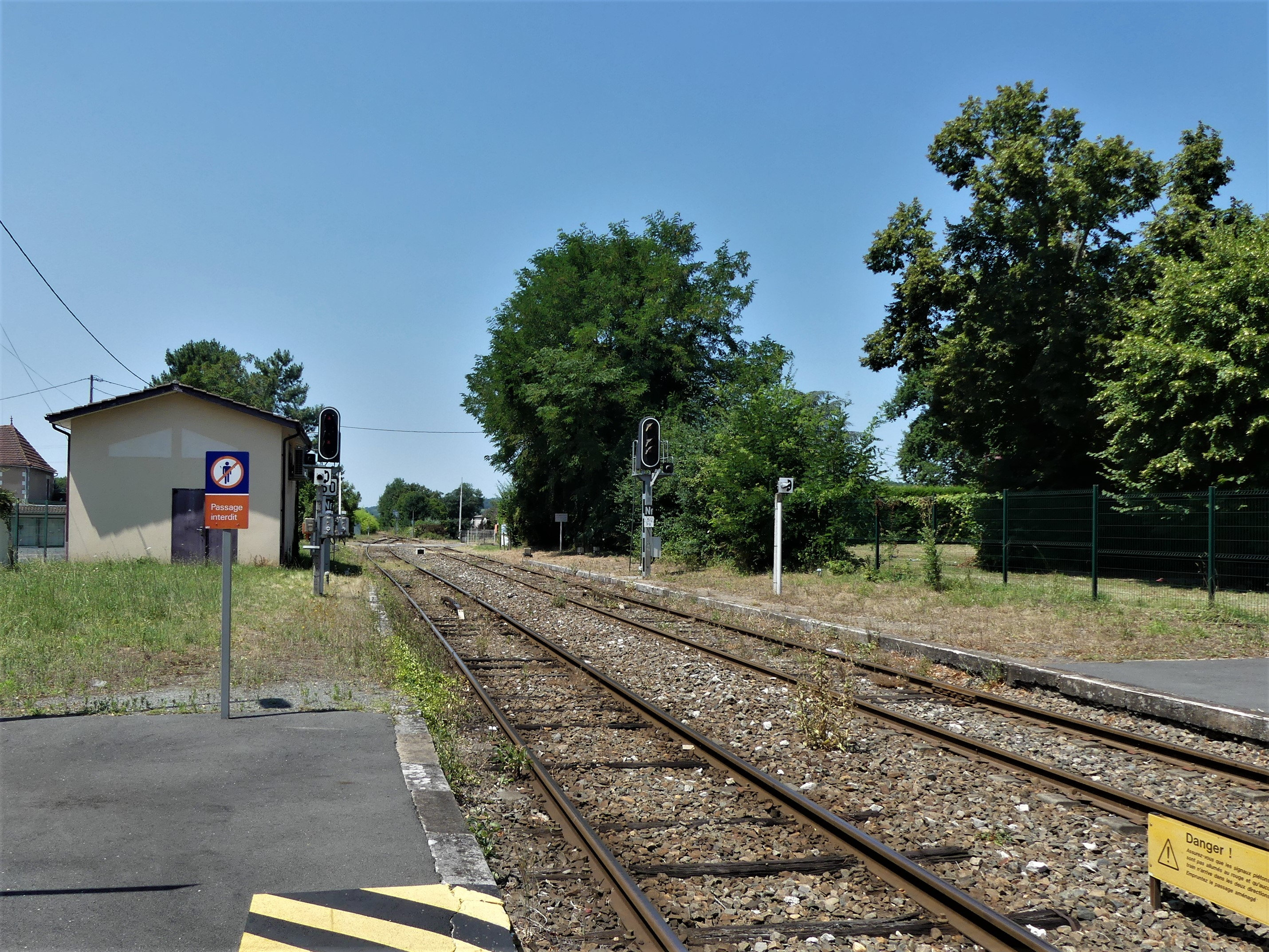
Les voies en direction de Libourne.
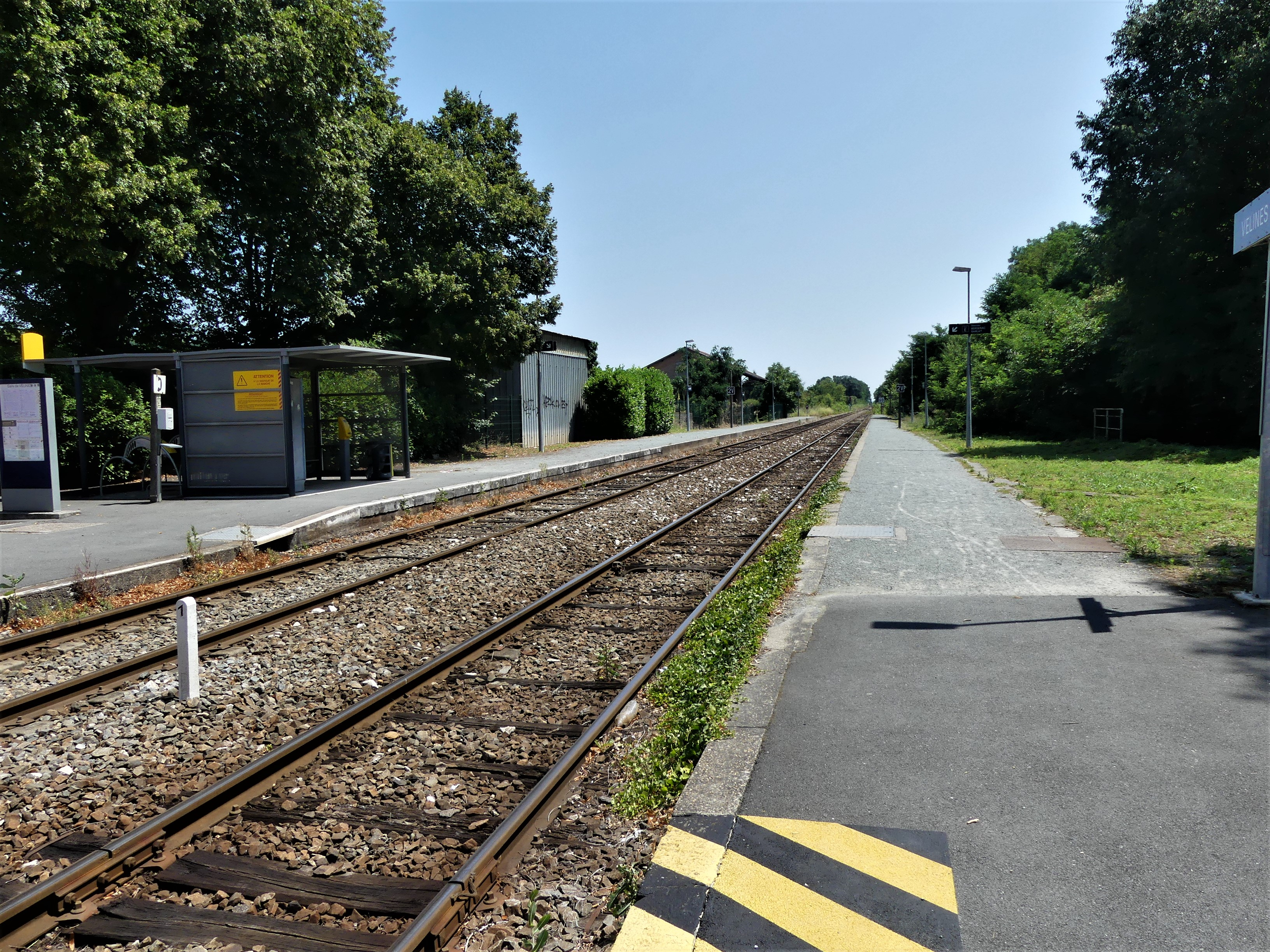
Les voies en direction de Bergerac.